# Literaturpreis der Stadt Steyr
Der Literaturpreis der Stadt Steyr war ein Literaturpreis der Stadt Steyr in Oberösterreich. 
Der Literaturpreis wurde 2007 nach Marlen Haushofer (1920–1970) benannt. Der Literaturpreis wurde wohl nach 2007 nicht mehr vergeben.

## Preisträger
- 1980 Harald Friedl
- 1983 Manfred Maurer[1]
- 1986 Lotte Betke
- 1988 Ulrike Parnreiter-Fingerl[2]
- 1996 Otto Tremetzberger[3]
- 2003 Johannes Weinberger, Angelika Reitzer[4]
- 2005 Wolfram Lotz[5], Thomas Ballhausen 2. Preis, Andreas Unterberger (* 1978) Anerkennungspreis[6]
- 2007 Thema: (Neue) Armut.[7] Andrea Stift-Laube 3. Preis[8], Cornelia Travnicek Anerkennungspreis